# Simpelveld (gmina)
Simpelveld (limb.: Zumpelveld) – gmina w południowej Holandii w prowincji Limburgia. Według spisu ludności z 2014 roku gmina liczy 10 844 mieszkańców. Ma ona powierzchnię równą 16,02 km². 
Gmina Simpelveld została utworzona w 1982 roku podczas reorganizacji gminnej. Powstała ona z dwóch dotychczasowych gmin Bocholtz i Simpelveld. Na terenie gminy odnaleziono pozostałości z czasów rzymskich. Gmina graniczy od południowego zachodu z gminą Gulpen-Wittem, od północnego zachodu z Voerendaal, od północnego wschodu z Heerlen, a od południa z przedmieściami niemieckiego miasta Akwizgran.
Gmina jest członkiem Parkstad Limburg.

## Miejscowości gminy
Gmina obejmuje dwie wsie oraz trzynaście przysiółków i osad.

### Wsie i przysiółki
| Nazwa niderlandzka | Nazwa limburska | Liczba mieszkańców (2009) |
| ------------------ | --------------- | ------------------------- |
| Simpelveld         | Zumpelveld      | 5220                      |
| Bocholtz           | Bóches          | 5230                      |
| Bocholtzerheide    | Bóchezerhei     | 520                       |
| Huls               | De Huls         | 350                       |
| Baneheide          | De Boanhei      | 140                       |
| (Źródlo: CBS)      |                 |                           |

### Osady
Prócz wiosek i przysiółków w gminie znajduje się także dziesięć osad (nider.: Buurtschap), są to: Baaks-Sweijer, Bosschenhuizen, Broek, Bulkemsbroek, In de Gaas, Molsberg, Prickart, Vlengendaal, Waalbroek i Zandberg.